# HD140285
HD140285 — хімічно пекулярна зоря спектрального класу A3, що має видиму зоряну величину в смузі V приблизно  8,0.
Вона  розташована на відстані близько 461,3 світлових років від Сонця.